# Joaquín Andrade
Joaquín Andrade es un deportista uruguayo que compitió en judo. Ganó una medalla de bronce en los Juegos Panamericanos de 1963 en la categoría abierta.

## Palmarés internacional
| Juegos Panamericanos | Juegos Panamericanos | Juegos Panamericanos | Juegos Panamericanos |
| Año                  | Lugar                | Medalla              | Categoría            |
| -------------------- | -------------------- | -------------------- | -------------------- |
| 1963                 | São Paulo (Brasil)   | Medalla de bronce    | Abierta              |